# Coupe des Pays-Bas de football 1903-1904
Navigation
Coupe des Pays-Bas 1902-1903 Coupe des Pays-Bas 1904-1905
La Coupe des Pays-Bas de football 1903-1904, nommée la KNVB Beker, est la 6e édition de la Coupe des Pays-Bas.

## Déroulement de la compétition
Tous les tours se jouent en élimination directe. À chaque tour, un tirage au sort est effectué pour déterminer les adversaires.

## Finale
La finale se joue le 12 mai 1904 à La Haye, le HFC  bat le HVV La Haye 3 à 1 et remporte son premier titre.